# ІРТ Полтава
Телеканал «ІРТ-Полтава» — перший інформаційно-рекламний канал у Полтаві. Розпочав  мовлення 1 вересня 2007 року.
Телеканал веде мовлення у межах міста Полтави (глядацька аудиторія — 240 000 осіб).
Колектив налічує понад 30 осіб.

## Програми телеканалу

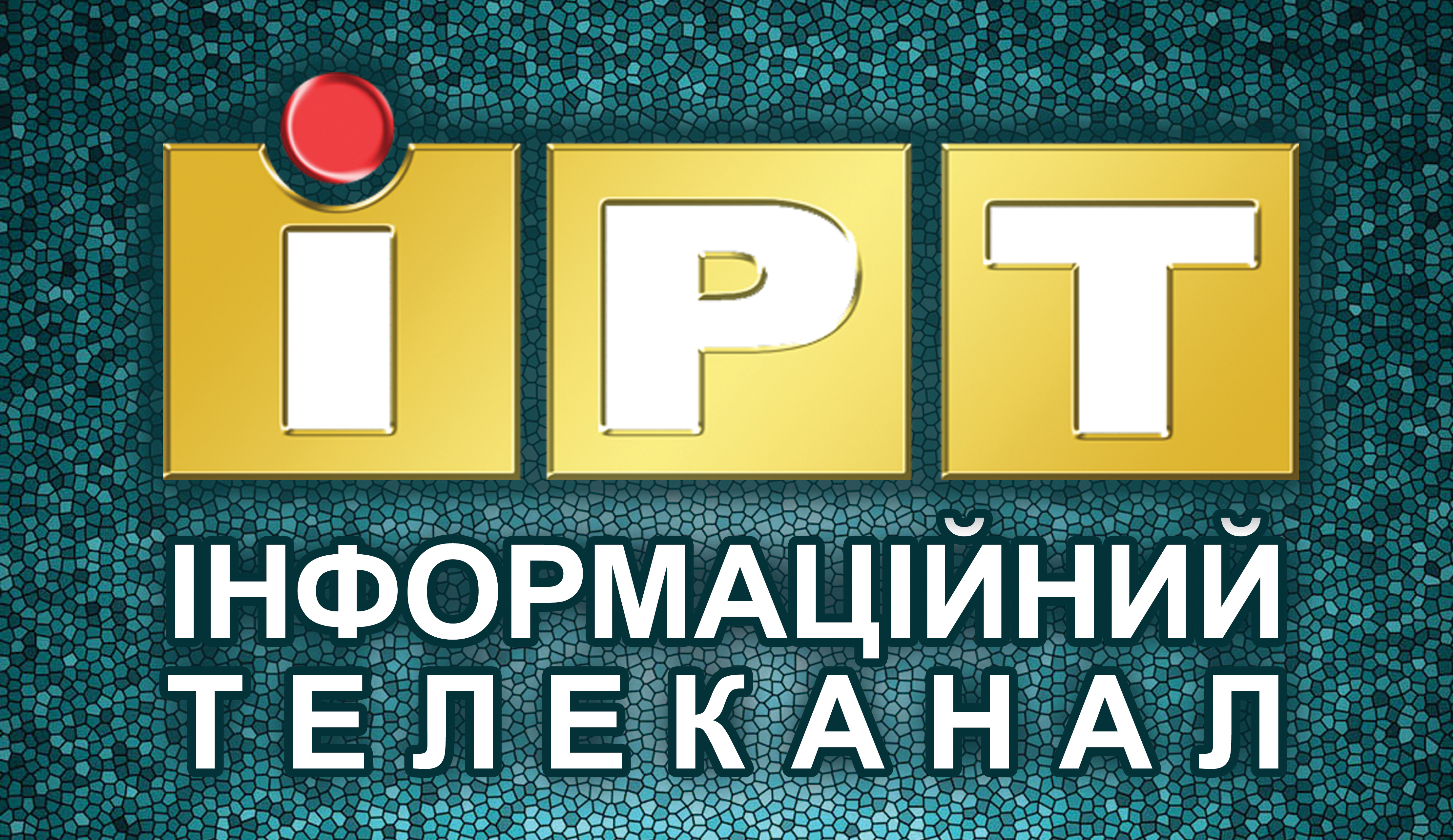
Заставка телеканалу "ІРТ Полтава"

«ІРТ-Полтава» —  це зручний довідник у телевізійному форматі.
Щодня в ефір каналу виходить майже 2 десятки програм власного виробництва.
Програми телеканалу :
- «Життя міста»[2]

Новини — відображення найважливіших подій з життя Полтави.
- «5 хвилин спорту»[3]

Спортивні новини.
- «Гороскоп»

Щоденні астрологічні прогнози для усіх знаків зодіаку.
- «Фінансовий радник»[4]

Новинки на ринку фінансів, банків. Думки та поради експертів.
- «Корисні новини»[5]

Новини розвитку та життя підприємств та організацій, комерційних установ.
- «Автомобіль»[6]

Новинки та інформація із світу автомобіля.
- «Афіша»

Анонс культурних та розважальних заходів, які проводяться у місті.
- «Огляд преси»

Анонси найцікавіших та резонансних на думку журналістів телеканалу матеріалів у друкованих ЗМІ.
- «Нерухомість»

Максимум корисної інформації про ситуацію на ринку нерухомості.
- «Домівка — Техностиль»[7]

Новинки в області ремонту і обробки приміщень, будівельних і обробних матеріалів. Глядач програми отримує інформацію про послуги з проектування і реалізації інженерних систем житла і присадибної ділянки, про найсучасніші способи опалювання і водопостачання житла, садові інструменти і обладнання, матеріали, технології та інструменти.
- «Час відпочинку»[8]

Допомагає телеглядачам заздалегідь організувати свій відпочинок, вибрати заклади, в яких вони з користю і комфортом можуть провести вихідні дні, організувати бенкет, романтичну вечерю, весілля.
- «Доньки - матері» [9]

Присвячена дітям і материнству, здоровому і гармонійному розвитку немовлят, малюків перших років життя і підлітків.
- «Здоров'я та Краса» [10]

Інформація про сучасні напрямки медицини, новинки косметології, пластичну хірургію і нетрадиційні методики лікування, а також представляє глядачам думки компетентних експертів з різних питань медичного характеру.
- «Інтер'єр» [11]

Знайомить телеглядачів з останніми тенденціями і сучасними напрямками інтер′єрної моди, презентує нові колекції меблів і аксесуарів. Також на суд мешканців міста представлені найвдаліші знахідки дизайнерів і декораторів: композиційні рішення розстановки меблів, «секрети» збільшення або зменшення простору.
- «Магазин-Еліта».  [12]

Знайомить телеглядачів з останніми тенденціями і напрямками сучасної моди.
- «Авторитетна думка» [13]

У цій програмі експерти висловлюють свою думку з приводу найрізноманітніших проблем, аспектів життя міста чи країни.

## Про нагороди
Телеканал неодноразово був відзначений нагородами органів державної влади та місцевого самоврядування. З останніх відзнак -  почесна грамота За активну громадянську позицію під час Революції Гідності, відстоювання ідеалів свободи і демократії.